# Марк Сервилий Пулекс Гемин
Марк Серви́лий Пулекс Гемин (лат. Marcus Servilius Pulex Geminus; умер после 167 года до н. э.) — римский военачальник и политический деятель из плебейской ветви рода Сервилиев, консул 202 года до н. э. Участник Второй Пунической войны.

## Происхождение
Марк Сервилий принадлежал к плебейской ветви рода Сервилиев. Капитолийские фасты называют преномены его отца и деда — Гай и Публий соответственно. Гай Сервилий достиг только претуры (в 218 году до н. э.), поскольку пятнадцать лет находился в плену у бойев, а Публий Сервилий — первый носитель когномена Гемин, означающего «близнец», и двукратный консул (в 252 и 248 годах до н. э.). Братом Марка был Гай Сервилий Гемин, консул 203 года до н. э.
Полное имя Марка — Марк Сервилий Пулекс Гемин — называют только консульские фасты. Значение прозвища Пулекс (Pulex) неизвестно.

## Биография
Марк Сервилий впервые упоминается в источниках в связи с событиями 211 года до н. э., когда он стал авгуром, заняв в жреческой коллегии место умершего Спурия Карвилия Максима Руги. В последующие годы он участвовал в войне с Карфагеном и стяжал славу храброго воина. В 204 году до н. э. Пулекс Гемин был курульным эдилом и в этом качестве организовал очередные Римские игры. В 203 году до н. э., во время консульства брата Гая, стал начальником конницы при диктаторе Публии Сульпиции Гальбе Максиме. По одной версии, Сульпиций и Сервилий объезжали города, поддержавшие Ганнибала во время его пребывания в Италии, и выясняли причины отпадения каждого; по другой, эту миссию осуществлял консул Гай Сервилий, а двое Публиев были назначены для проведения выборов магистратов на следующий год.
Одним из победителей этих выборов стал сам Марк Сервилий, получивший консулат совместно с патрицием Тиберием Клавдием Нероном. Каждый из консулов претендовал на Африку в качестве провинции, чтобы получить славу победителя во Второй Пунической войне. Народное собрание высказалось за то, чтобы командование в Африке по-прежнему принадлежало Публию Корнелию Сципиону, но консулы по решению сената всё же бросили жребий, и Африка досталась Нерону. Сервилий же получил в качестве провинции Этрурию. В середине года он назначил своего брата Гая диктатором для проведения выборов и уехал из Рима. Командование в Этрурии ему продлили и на 201 год до н. э.
После заключения мира Марк Сервилий стал одним из децемвиров, чьей задачей было наделить ветеранов Сципиона землёй в Самнии и Апулии (конец 201 года до н. э.). В 197 году до н. э. он вошёл в коллегию триумвиров, ведавших организацией пяти колоний на побережье Кампании. Эта комиссия проработала три года.
По окончании Третьей Македонской войны, когда военный трибун Сервий Сульпиций Гальба попытался лишить Луция Эмилия Павла его законного триумфа, Марк Сервилий своей речью перед народом и демонстрацией ран, полученных в войнах, добился положительного для Павла решения (167 год до н. э.).

## Потомки
У Марка Сервилия был сын того же имени, военный трибун в 181 году до н. э., сын которого Гай стал первым носителем когномена «Ватия» (Vatia).